# MONATIO

Cờ của MONATIO

MONATIO, viết tắt của Mouvement National (tiếng Pháp nghĩa là "Phong trào Dân tộc") là một phe phái chính trị ở Campuchia tồn tại trong một thời gian ngắn, được cho là theo chủ nghĩa dân tộc. Bản chất chính xác của nhóm vẫn còn mù mờ. Vào ngày 17 tháng 4 năm 1975, khi quân cách mạng tiến gần đến thủ đô, nhóm này đã đưa một đoàn ô tô diễu hành trên đường phố Phnôm Pênh chào đón sự xuất hiện của Khmer Đỏ. Theo lời kể tường tận của François Ponchaud, nhóm này gồm một tốp binh sĩ, mặc đồng phục màu đen, đi cùng với một số học sinh ra ngoài đường. Ông xác nhận rằng MONATIO nằm dưới sự lãnh đạo của Hem Keth Dara (toàn bộ nhóm lần lượt bị thao túng bởi Lon Non, em trai của Lon Nol). Khmer Đỏ về sau tuyên bố rằng MONATIO thực ra là một âm mưu của CIA hòng chống lại chính quyền cách mạng.
Một bộ phim về các sự kiện năm 1975 mang tên MONATIO, do Norodom Sihanouk thực hiện. Theo bộ phim, phe cộng sản hầu như không hài lòng khi được MONATIO chào đón, và những người lính dân quân MONATIO đã bị Khmer Đỏ bắt giữ và xử tử ngay lập tức.